# Dandy (roman)
Dandy är en roman av Jan Guillou som släpptes den 5 september 2012.. Det är den andra delen i romansviten Det stora århundradet som handlar om 1900-talet.
Boken utspelar sig 1901-1919 och fokuserar på den konstnärliga utvecklingen under perioden. Huvudpersonen är den tredje av bröderna Lauritzen, Sverre, som är lika mycket konstnär som ingenjör och bland annat umgås med Bloomsburygruppen i London.